# دیتریش بونهوفر
دیتریش بونهوفر (انگلیسی: Dietrich Bonhoeffer؛ زاده ۴ فوریه ۱۹۰۶ – درگذشته ۹ آوریل ۱۹۴۵) یک فیلسوف اهل آلمان بود.